# Braux-Sainte-Cohière

Braux-Sainte-Cohière este o comună în departamentul Marne, Franța. În 2009 avea o populație de 83 de locuitori.